# Шерстняк мохнатый
Шерстняк мохнатый, или Шерстяк волосистый (лат. Eriochloa villosa) — однолетний сорняк, трудноотделимый в посевах пшеницы.

## Ботаническое описание
Стебли прямые, узловатые, до 50—80 см высоты. Листья до 7 мм ширины, корень мочковатый. Соцветия из кистеобразно расположенных веточек, почти линейные, так как кисти находятся одна под другой. Оси соцветия с шелковистыми волосками, почти закрывающими колоски.
Сорняк среднего яруса, достигающий высоты зерновых культур. Оставшиеся семена с осени всходов не дают. Хорошо прорастают с глубины 4—7 см.
Семена — колоски яйцевидные, безостые, сдавленные, в верхней части заостренные, к основанию более тупые. Колосковые чешуи (две) тонкие, кожисто-хрящевые. По обеим чешуйкам проходит по три резко выступающих ребрышка, постепенно сходящихся у вершины. Пяточка сдавленная, хрящевидная, резко выдается. Поверхность свежесобранных колосков слабоопушенная, голая, чуть блестящая. Окраска желтовато-зеленоватая, часто со слабо-коричневыми пятнами. Длина 3,75—5,5 мм, ширина 2—2,5 мм, толщина 1,75—2,5 мм. Вес 1000 колосков — 4—5 г. В 1 кг их содержится до 200 тыс.
Зерновка пленчатая, яйцевидная. Цветковые чешуйки кожистые, скорлупообразные. Внешняя чешуйка охватывает внутреннюю, поперечноморщинистую. Поверхность голая, блестящая. Окраска лимонно-зеленая. Длина 3—5 мм, ширина 1,63—3,25 мм, толщина 1,5—2,25 мм. Зерновка овальная, слегка сдавленная, мелкоточечная, зеленоватая. Зародыш ясно заметный. Длина 2,75—3,75 мм. Одно растение образует 200—500 семян. Посевной материал распространяется колосками, реже — пленчатыми зерновками. Всходы появляются во второй половине мая, цветет в конце июня и созревает вместе с яровыми хлебами.